# Bobea timonioides
ʻAhakea (Bobea timonioides) là một loài thực vật có hoa thuộc họ coffee, Rubiaceae, là loài đặc hữu của Hawaiʻi.
Chúng sống trong các rừng khô ven biển và các rừng hỗn hợp ở độ cao 250–580 mét (820–1.900 ft) trên các đảo của Hawaiʻi và Maui. Chúng hiện đang bị đe dọa vì mất môi trường sống.